# Leherheider Tunnelberg
Der Leherheider Tunnelberg ist mit 25,5 m ü. NHN die zweithöchste künstliche Erhebung in Bremerhaven. Höher ist mit 28,5 m ü. NHN nur die ebenfalls künstlich aufgeschüttete Deponie Grauer Wall.

## Geschichte
Nachdem 2013 der Bau des Bremerhavener Hafentunnels begonnen wurde, entstand im Baufeld der Tunnelbaustelle als Ausgleichsmaßnahme für die Eingriffe in die Natur der jetzige Tunnelberg. Insgesamt 250.000 m³ Abraum wurden zu einer 25,5 m hohen Erhebung aufgeschüttet.
Mit über zwei Jahren Verzögerung wurde der Tunnelberg schließlich am 20. Juni 2022 eingeweiht und der Öffentlichkeit zugänglich gemacht.
Der Name des Berges wurde aus 248 Einsendungen eines Namenswettbewerbes ausgewählt.

## Lage und Beschreibung
Der Leherheider Tunnelberg lieg im nördlichen Bremerhavener Stadtteil Leherheide. Er wird im Süden durch die Cherbourger Straße und im Norden durch die Hans-Böckler-Straße begrenzt. Im Nordosten grenzt er an das Geländes des Schwimmbades "Bad 1" an und im Südosten gelangt man zu den ebenfalls zu den Ausgleichsmaßnahmen gehörenden Skateanlage (2014 fertiggestellt) und Spielhügel (2021 fertiggestellt), sowie dem anliegenden Spielpark Leherheide.
Auf das Aussichtsplateau des Tunnelberges gelangt man über zwei spiralförmig angelegte Wanderwege, die jeweils rund 500 Meter lang sind. Entlang des Wanderweges werden Findlinge ausgestellt, die während der Tunnelbauarbeiten gefunden und durch den Geologischen Dienst für Bremen aufbereitet wurden.
Im unteren Bereich wurden Gehölzpflanzungen vorgenommen, wohingegen im oberen Bereich Wiesen angelegt wurden.